# Adiatórix
Adiatórix (Gr. Ἀδιατόριξ) fue el hijo del tetrarca Domneclius (o Domnilaus) en Galacia. Cicerón señala que fue un sumo sacerdote en el año 50 a. C. y académicos lo consideran un adherente de Deyótaro. Perteneció al partido de Marco Antonio, quien le entregó parte de la ciudad de Heraclea Póntica. Poco antes de la Batalla de Accio en 31 a. C., Adiatórix mandó matar a todos los colonos romanos de la ciudad. Afirmó que había recibido permiso de Marco Antonio para hacerlo, pero historiadores modernos lo estiman poco probable. Luego de esta batalla, fue llevado como prisionero al triunfo de César Augusto y fue ejecutado junto con su hijo menor. Posteriormente, su hijo mayor, Dyteutus, se convirtió en sacerdote de Bellona en Comana y, por tanto, gobernante de este territorio.